# Chrześcijański Kościół „Maranatha” w Wiśle
Chrześcijański Kościół "Maranatha" w Wiśle – to protestancka, ewangeliczna wspólnota religijna (kościół) o charakterze zielonoświątkowym, z główną siedzibą w Wiśle, prowadzona przez pastora Tadeusza Pilcha (eks-luteranina). Jest ona otwarta na współpracę z innymi lokalnymi społecznościami ewangelicznymi. Posiada swoją społeczność w Cieszynie.
Kościół sięga korzeniami do okresu przebudzenia religijnego na przełomie lat 70. i 80. XX wieku. Grupa młodzieży szkolnej przeszła na chrześcijaństwo pod koniec lat 80. podczas ewangelizacji w Dzięgielowie. Licząca później grupa ok. 70 osób z dużym trudem spotykała się w m.in. w domach prywatnych w Wiśle. 28 stycznia 1997 Chrześcijański Kościół "Maranatha" w Wiśle został wpisany do Rejestru Kościołów i Związków Wyznaniowych w Polsce pod numerem 122.